# دوک ناگهان وارد می‌شود
دوک ناگهان وارد می‌شود (انگلیسی: Up Pops the Duke) یک فیلم کوتاه کمدی به کارگردانی راسکو آرباکل است که در سال ۱۹۳۱ منتشر شد. از بازیگران این فیلم می‌توان به جرج چندلر اشاره کرد.